# Anodontosaurus inceptus
Anodontosaurus inceptus ("lagarto sin dientes incipiente") es una especie de dinosaurio tireoforo anquilosáurido que vivió durante el Cretácico Superior, entre finales de Campaniense y mediados del Maastrichtiense, hace aproximadamente entre 72,8-67 millones de años en lo que es hoy Norteamérica. Basado en el espécimen de la Formación del Parque Dinosaurio, TMP 1997.132.1.